# Judith Anderson
Dama Judith Anderson, nascuda Frances Margaret Anderson AC DBE (Adelaida, Austràlia, 10 de febrer de 1898 − Santa Bàrbara, Califòrnia, 3 de gener de 1992) va ser una actriu de teatre i cinema australiana. Judith Anderson va ser ennoblida per la reina Elisabet II el 1960 i va rebre el títol de Dama.

## Biografia

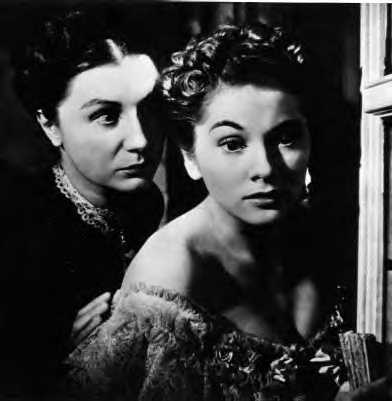
Judith Anderson i Joan Fontaine a Rebecca

El 1915 debuta al Teatre Judith Anderson de Sydney, que llavors es coneixia com the Francee Anderson. Decideix provar sort als Estats Units, a Califòrnia i després a Nova York, però no va ser fins al 1922 que li somriu la sort quan comença a Broadway amb els pseudònim de Frances Anderson. No va ser sinó fins a l'any següent que adoptaria el nom de Judith. Coneix el seu primer èxit en l'escenari amb l'obra Cobra al costat de Louis Calhern. El 1927 actua a Austràlia, en tres peces: Tea for Three, The Green Hat i Cobra.
Des dels anys 1930 i fins als 1950, és reconeguda a Broadway com una gran actriu i imposa el seu carisma, especialment amb Shakespeare. Destaca en produccions de Luigi Pirandello, Eugene O'Neill o John Gielgud.
És aplaudida a Londres, el 1937, interpretant Lady Macbeth en una producció de Michel Saint-Denis davant de Laurence Olivier. Repeteix el paper el 1941 a Nova York al costat de Maurice Evans en una adaptació de Margaret Webster.
El 1943, és aclamada pel seu paper com a Olga a Les tres germanes de Txékhov, que reuneix, entre d'altres Ruth Gordon, Edmund Gwenn i Kirk Douglas. L'obra és un gran èxit i va ser portada a la revista Time. El 1947 triomfa amb Medea d'Eurípides, produïda per John Gielgud, que també interpretava el paper de Jàson.
Encara que el seu món és, sobretot el del teatre, l'interessa el cinema. Hitchcock li va oferir el paper de la sinistra governanta Mrs. Danvers a Rebecca a principis de 1940. Aquest morbós paper on es revela lúgubre, li va valer una nominació a l'Oscar a la millor actriu secundària. Aquesta composició inaugura una llarga sèrie de personatges turmentats van des de la bogeria al crim. És la tia rival de Gene Tierney a Laura d'Otto Preminger (1944), la mare culpable de La vall del terror de Raoul Walsh de 1947 i Les fúries d'Anthony Mann de 1950, Heròdes a Salomé de William Dieterle el 1953. Però a partir dels anys 50, s'espaien les seves aparicions al cinema i no roda el seu primer film australià fins a finals de la següent dècada: Un home anomenat cavall, d'Elliot Silverstein (1969).
Durant els anys 1980, després d'una brillant carrera, fa el seu últim paper per a la televisió i encarna una de les estrelles de la sèrie de culte Santa Barbara en el paper de Minx Lockridge de 1984 a 1987.

## Filmografia
- 1940: Rebecca d'Alfred Hitchcock: Mrs. Danvers, la governanta
- 1941: All Through the Night de Vincent Sherman: Madame
- 1941: Lady Scarface de Frank Woodruff: Slade
- 1942: Kings Row de Sam Wood: Mrs. Harriet Gordon
- 1943: Edge of Darkness de Lewis Milestone: Gerd Bjarnesen
- 1944: Laura d'Otto Preminger: Ann Treadwell
- 1945: Dix Petits Indiens de René Clair: Emily Brent
- 1946: The Diary of a Chambermaid de Jean Renoir: Madame Lanlaire
- 1946: The Strange Love of Martha Ivers de Lewis Milestone: Mrs Ivers
- 1947: Pursued de Raoul Walsh: Medora Callum
- 1947: La Maison rouge de Delmer Daves: Ellen Morgan
- 1947: Tycoon de Richard Wallace: Miss Ellen Braithwaite
- 1950: The Furies d'Anthony Mann: Flo Burnett
- 1953: Salomé de William Dieterle: Hérodes
- 1956: Els Deu Manamentss (The Ten Commandments) de Cecil B. DeMille: Memnet
- 1958: La gata sobre la teulada de zinc de Richard Brooks: Big Mama
- 1960: Cinderfella de Frank Tashlin: La cunyada
- 1969: Un home anomenat Cavall (A Man called Horse), d'Elliot Silverstein: Buffalo Cow Head
- 1984: Star Trek 3: A la recerca de Spock de Leonard Nimoy: la gran sacerdotessa T'Lar